# James Childers
James E. Childers (8. února 1964–2. června 2009) byl usvědčený americký seriový vrah a žhář, který 1. června 2009 poslal na policejní stanici balíčky s 2hodinovou nahrávkou, kde popisuje své činy. Childers spáchal sebevraždu.  

## Život
Narodil v Copenu v Západní Virginii. Vyrůstal na rodinné farmě. Po dostudování se přestěhoval do Clarksburgu, kde si našel práci, většinou se jednalo o práci na stavbách. V roce 1990 se u něho začala projevovat deprese a začal být závislý na drogách a alkoholu.

## Vraždy a odhalení
Na záčátku června byl na policejní stanici doručen balíček, který obsahoval několik hodin nahrávek, na kterých se Childers přiznal k 5 vraždám a k žhářským útokům. Později byli policisté vysláni na místo označené Childersem, kde bylo nalezeno tělo 26leté Carrie Lynn Baker, která byla necelý rok pohřešovaná. Následně bylo další tělo nalezeno na jeho farmě. Druhý den ráno byl obklíčen motel, kde Childers pobýval. Po příjezdu policie Childers spáchal sebevraždu střelou do hlavy.